# Franciszek Libiszowski
Franciszek Libiszowski herbu Wieniawa (zm. przed 7 maja 1768) – stolnik radomski w 1764 roku, podczaszy radomski w latach 1737–1764, podstarości i sędzia grodzki opoczyński w 1737 roku, miecznik stężycki w latach 1729–1737.
Poseł województwa sandomierskiego na sejm 1748 roku. Poseł na Sejm Czaplica 1766 roku z województwa sandomierskiego.